# 15335 Satoyukie
15335 Satoyukie è un asteroide della fascia principale. Scoperto nel 1993, presenta un'orbita caratterizzata da un semiasse maggiore pari a 2,6743085 au e da un'eccentricità di 0,2404034, inclinata di 13,60158° rispetto all'eclittica.